# 㟖岗金花茶
㟖岗金花茶（学名：Camellia grandis）是山茶科山茶属的植物。分布在中国广西等地，多生于石灰岩山地常绿林中。